# Gustav Hass
Gustav Hass (* 11. März 1872 in Lippinken, Kreis Kulm; † 1. März 1932 in Neustrelitz) war ein deutscher Marineoffizier, zuletzt im Charakter eines Konteradmirals.

## Leben
Hass trat am 10. April 1891 als Kadett in die Kaiserliche Marine ein. Nach der Grundausbildung wurde er am 11. April 1892 zum Seekadetten ernannt. Es folgte seine weitere theoretische und praktische Ausbildung, bis er am 20. September 1894 zum Unterleutnant zur See befördert wurde. Am 15. Juni 1897 wurde er zum Leutnant zur See befördert (Umbenennung zum Oberleutnant zur See am 1. Januar 1899). Es folgten weitere Kommandos an Land und auf See sowie die weitere Beförderung zum Kapitänleutnant am 28. März 1903. 1906–07 war Hass auf dem Kleinen Kreuzer Niobe eingesetzt, der als Teil des Ostasiengeschwaders die dortige Marinestation besetzte. Am 27. März 1909 wurde er zum Korvettenkapitän befördert.
Am 17. April 1913 reiste Hass dann als Transportführer mit dem Dampfer Scharnhorst nach Tsingtau, wo er ab dem 5. Juni 1913 als Kommandeur der Matrosen-Artillerieabteilung Kiautschou eingesetzt war. Am 22. März 1914 wurde er zum Fregattenkapitän ernannt.
Bei Ausbruch des Ersten Weltkriegs war Hass Kommandeur der Seefront des Gouvernements. Nach der Eroberung Tsingtaus durch japanische Streitkräfte kam er im November 1914 in japanische Kriegsgefangenschaft und wurde in das Lager Osaka nach Japan gebracht. Am 19. Februar 1917 wurde er in das Lager Ninoshima verlegt.
Am 26. Januar 1920 wurde Hass entlassen und reiste nach Deutschland zurück. Während der Reise wurde er am 30. Januar wurde er zum Kapitän zur See befördert, das Patent trug das Datum 24. April 1916.
Kurz nach seiner Ankunft in Deutschland wurde Hass dann unter Verleihung des Charakters eines Konteradmirals am 15. Juli 1920 aus dem Dienst verabschiedet.
Nach dem Krieg war er in Pommern und Mecklenburg im Forstdienst tätig. Hass starb 1932 in Neustrelitz.
Hass war verheiratet und hatte zwei Kinder, die während des Krieges zunächst in Nordchina und später in Japan lebten. Sie Frau zog nach seinem Tod nach Berlin.